# Iaremîci, Starokosteantîniv
Iaremîci (în ucraineană Яремичі) este un sat în comuna Irșîkî din raionul Starokosteantîniv, regiunea Hmelnîțkîi, Ucraina.

## Demografie
Componența lingvistică a localității Iaremîci
     Ucraineană (100%)
Conform recensământului din 2001, toată populația localității Iaremîci era vorbitoare de ucraineană (100%).